# Tonmolen (wateropvoerwerktuig)
Een tonmolen is een opvoerwerktuig van een tjasker (kleine windmolen). Dit is een klein soort vijzel met een betimmering eromheen en die vastzit aan de as. Deze tonmolen heeft een beperkte opvoerhoogte, omdat bij het pompen de hele ton vol water komt te staan en zo bij een grotere lengte te veel kan doorzakken. De ton draagt dus het water. Bij een vijzel wordt het water voor het grootste gedeelte gedragen door de vijzelkom, een halfcirkelvormige kuip. De opvoerhoogte van een tonmolen is maximaal 50 cm. Het rendement van de tonmolen is beter dan die van de vijzel, omdat er geen lekverliezen optreden, maar daar staat een lage capaciteit en een kleine opvoerhoogte tegenover.
De molenmaker Roelof Dijksma heeft gedurende de Tweede Wereldoorlog zo'n 80 tonmolens gemaakt. Fabricage van met de hand gedreven tonmolens groeide tijdens de oorlogsjaren, toen motorgedreven pompen niet beschikbaar waren voor ontwateringsdoeleinden.
|  |  |